# Derepazarı (district)
Derepazarı is een Turks district in de provincie Rize en telt 7.651 inwoners (2007). Het district heeft een oppervlakte van 22,8 km². Hoofdplaats is Derepazarı.
De bevolkingsontwikkeling van het district is weergegeven in onderstaande tabel.
| 1997  | 2000   | 2007  |
| ----- | ------ | ----- |
| 7.992 | 10.239 | 7.651 |